# Skessufoss
Skessufoss è una cascata alta 8 metri, situata nella regione del Norðurland vestra, nella parte nord-occidentale dell'Islanda.

## Descrizione
La cascata è situata nella valle Forsæludalur lungo il corso del fiume Vatnsdalsá, che in questa zona è largo circa 4 metri e cade con due salti consecutivi all'interno di uno stretto canyon tra rocce scure, con un salto di circa 8 metri in una zona molto verde.
Lungo il corso del fiume ci sono in totale 11 cascate.

## Accesso
Per accedere alla cascata, partendo da Blönduós si segue la Hringvegur, la grande strada ad anello che contorna l'intera isola, e quindi la strada S722 Vatnsdalsvegur proseguendo fino alla fine del percorso e di qui si prende la stradina 7215 che porta alla fattoria Forsæludalur dove Gretir il Forte lottò contro uno Draugr, uno spirito non morto. Dalla fattoria occorre proseguire a piedi per circa 4 km risalendo il corso del fiume.
A fianco della fattoria, prima di arrivare alla Dalfoss, si incontra la piccola cascata Stekkjarfoss. Proseguendo poi il percorso, a monte di Stekkjarfoss si incontra la Dalfoss, dopo 1 km Skessusfoss, seguita dalla Kerafoss e infine dalla Rjukandi. Tra queste ci sono altre 4 cascate minori.